# Мало Яжинско езеро
Малото Яжинско езеро (на македонска литературна норма: Мало Јажинско Езеро, на албански: Liqeni i Vogël i Jazhincës, на сръбски: Мало Јажиначко језеро) е ледниково езеро в Шар планина, в нейния източен дял. Намира се на територията на Косово, близо до границата със Северна Македония.
Малото Яжинско езеро се намира близо до Големото. Те са под връх Езерца (Езерска чука), в западното му подножие. Съставят групата на Яжинските езера. Разположени са над село Яжинце, от което са получили името си.
Езерото е разположено в скалиста котловина, обградено е с големи скали, на надморска височина 2200 m. Размерите му са 43 m дължина и 29 m ширина, а обиколката му е 170 m. Дълбочината при пълноводие достига до 3 m. Захранва се с вода от снеготопенето, както и от вътрешни извори, които са много студени, и никога не пресъхва. Водата е кристално чиста и прозрачна до дъното. В езерцето има и остров, който при ниско ниво на водата е полуостров.
Наблизо са Блатешките езера, чиято дълбочина е към половин метър и са напълно прозрачни.